# La historia oficial
 La historia oficial és una pel·lícula argentina dirigida per Luis Puenzo, estrenada el 1985. Fou la primera pel·lícula argentina en guanyar l'Oscar a la millor pel·lícula de parla no anglesa, una fita que no es repetiria fins al 2010, amb El secreto de sus ojos.

## Argument
Durant la dictadura argentina, Alicia i el seu marit cap militar, han adoptat una noia, Gaby.
Després del testimoni de la seva millor amiga, detinguda, sobre les adopcions il·legals que es feia contra la voluntat de mares empresonades, Alicia portarà la seva investigació, per trobar la veritat sobre l'origen de la seva filla, i sobretot trobar la seva verdadera família.

## Repartiment
- Héctor Alterio: Roberto
- Norma Aleandro: Alicia
- Chunchuna Villafañe: Ana
- Hugo Arana: Enrique
- Guillermo Battaglia: Jose
- Chela Ruíz: Sara

## Premis
- Oscar a la millor pel·lícula de parla no anglesa